# Valdorfer Mulde
De Valdorfer Mulde is een dal in de buurt van Vlotho, in de Duitse deelstaat Noordrijn-Westfalen.
Het dal ligt tussen de as Piesberg (Pyrmont) en de parallel ermee verlopende Kalldorfer Schelpkalkrug. Het ontleent haar naam aan het voormalige boerendorp Valdorf, dat thans tot de stad Vlotho behoort.
In deze omgeving bevinden zich talrijke bekende badplaatsen zoals Bad Oeynhausen, Bad Lippspringe, Bad Pyrmont, Bad Salzuflen, en talrijke zogenaamde "Bauernbäder" (boerenbaden). Daaraan heeft de streek haar bijnaam "Heilgarten Deutschlands" (kuurtuin van Duitsland) te danken.